# ميكروغرافيك إيميج
ميكروغرافيك إيميج (بالإنجليزية: MicroGraphicImage)‏ ، هي شركة أمريكية سابقة قامت بتطوير بعض ألعاب الفيديو وتعمل للحواسب الشخصية وجهاز أتاري المنزلي، أسست عام 1983م وأعلنت حل الشركة بعد عام على إنشائها.